# Arkadiusz Bratkowski
Arkadiusz Tomasz Bratkowski (ur. 13 maja 1959 w Hrubieszowie) – polski polityk i samorządowiec, w latach 1999–2001 marszałek lubelski, w latach 2001–2005 poseł na Sejm IV kadencji, w latach 2010–2011 przewodniczący sejmiku lubelskiego, w latach 2011–2014 poseł do Parlamentu Europejskiego VII kadencji.

## Życiorys
W 1993 ukończył zaoczne studia na Wydziale Prawa i Administracji Uniwersytetu Marii Curie-Skłodowskiej w Lublinie (filia w Rzeszowie).
Pracę zawodową rozpoczął w 1982 jako nauczyciel w Zespole Szkół Mechanicznych w Zamościu. Od 1986 przez dwa lata był sekretarzem Zarządu Wojewódzkiego Związku Młodzieży Wiejskiej w Zamościu. W latach 1988–1990 pełnił funkcję zastępcy przewodniczącego Rady Wojewódzkiej Zrzeszenia Ludowych Zespołów Sportowych w tym mieście. Przez następne trzy lata ponownie był nauczycielem w ZSM. W latach 1993–1995 pracował jako starszy specjalista w Kancelarii Senatu. Od 1995 przez dwa lata pełnił funkcję dyrektora biura senatorskiego senatora Jerzego Derkacza.
Od 1982 należał do Zjednoczonego Stronnictwa Ludowego, następnie przystąpił do Polskiego Stronnictwa Ludowego. W latach 1986–1990 oraz 1994–1998 był radnym rady gminy w Miączynie. W latach 1997–1998 pełnił funkcję przewodniczącego sejmiku samorządowego województwa zamojskiego. Od października 1998 do października 2001 zajmował urząd marszałka województwa lubelskiego, zasiadając też w sejmiku. W październiku 2001 z listy PSL uzyskał mandat posła na Sejm IV kadencji w okręgu chełmskiego. Bez powodzenia ubiegał się w 2004 o mandat w Parlamencie Europejskim, a w 2005 o reelekcję w wyborach do Sejmu.
W listopadzie 2006 został radnym sejmiku województwa lubelskiego, a 28 stycznia 2008 wszedł w skład zarządu województwa lubelskiego. W listopadzie 2010 uzyskał reelekcję w wyborach do sejmiku, 1 grudnia tego samego roku został jego przewodniczącym.
W 2007 i 2011 bez powodzenia kandydował do Senatu, w 2009 ponownie do Parlamentu Europejskiego. 7 grudnia 2011 objął mandat eurodeputowanego, przynależący Polsce w wyniku wejścia w życie traktatu lizbońskiego (pierwotnie miał go objąć Edward Wojtas, który zginął w katastrofie smoleńskiej). Został członkiem grupy chadeckiej. W 2014 nie uzyskał reelekcji na kolejną kadencję, powrócił natomiast w tym samym roku do sejmiku lubelskiego, a następnie wszedł w skład zarządu województwa na okres V kadencji (do 2018). W 2015 i 2019 bez powodzenia kandydował natomiast do Sejmu, a w 2018 i 2024 utrzymywał mandat radnego województwa. W 2023 ponownie ubiegał się o mandat senatora w okręgu nr 19 z ramienia własnego komitetu pod nazwą KWW Zamojszczyzny, zajął 3. miejsce wśród 6 kandydatów.

## Odznaczenia
W 2011 prezydent Bronisław Komorowski odznaczył go Krzyżem Kawalerskim Orderu Odrodzenia Polski. W 1999 otrzymał Złoty Krzyż Zasługi.